# Piet Wijn
Pour les articles homonymes, voir Wijn.
Piet Wijn (1929-2010) est un auteur de bande dessinée néerlandais.
Spécialisé dans les récits historiques et fantastiques, il a créé de très nombreuses séries tout au long d'une carrière s'étendant sur plus de six décennies. Sa personnage le plus célèbre est le gnome magicien Douwe Dabbert (nl), créé en 1975 avec le scénariste Thom Roep (nl) et dont il dessine 23 albums jusqu'en 2001. Wijn a également dessiné de nombreuses histoires mettant en scène Donald Duck.

## Récompense
- 1984 : Prix Stripschap, pour l'ensemble de son œuvre.